# 実聖尼師今
実聖尼師今（じっせい にしきん、生年不詳 - 417年）は、新羅の第18代の王（在位:402年 - 417年）であり、姓は金氏。

## 来歴
『三国史記』に拠れば、父は金閼智の子孫の伊飡（2等官）の大西知（だいせいち、テソチ）、母は昔氏の阿飡（6等官）の登保の娘の伊利夫人（または企利夫人とも記される）、王妃は第13代味鄒尼師今の娘の保反夫人。『三国遺事』王暦では実聖麻立干、あるいは実主王、宝金と記され、父を味鄒尼師今の弟の大西知角干（1等官）とし、母を昔氏の登也阿飡の娘の礼生夫人、王妃を金氏の阿留夫人とする。
高句麗に人質として差し出されていたが帰国後、先代の奈勿尼師今が402年2月に薨去したとき、太子を差し置いて国人が推挙して実聖を王位につけたとされる。最期は訥祇麻立干の殺害を依頼した高句麗人に逆に殺害されたとも、高句麗人から害意を聞いた訥祇が殺害したとも。

## 即位まで
392年1月に高句麗から新羅に対して使者が送られたとき、高句麗の勢力の強いことを恐れた新羅・奈勿尼師今は、実聖を人質として差し出していた。当時の高句麗は広開土王の即位前後のことでもあり、盛んに領土拡張を図って外征を続けており、庚子年（400年）には新羅の首都金城（慶尚北道慶州市）を包囲した倭軍を任那加羅に撤退させ追撃している。このような状況下で実聖は401年7月に新羅に帰国している。実聖尼師今の本紀には先王の子が幼いためという理由が添えられているが、『三国遺事』紀異・奈勿王金堤上条に拠れば、奈勿尼師今が薨去した時の子は決して幼くはないことがうかがえ、当時高句麗の影響を強く受けていた新羅で、人質として渡っていたことによる高句麗との関係の深さを考慮して実聖が推戴されたものとみられている。（→井上訳注1980 p.90）

## 治世
即位後直ち（402年3月）に倭国と国交を結び、先王の第3子の未斯欣を人質として送った。しかしこの後405年には明活城（慶州市普門里）に攻め入られ、退却しようとする倭軍を実聖尼師今自ら騎兵を率いて独山（慶州市）の南で撃破した。407年3月、6月にも倭の侵入を受けており、408年2月には倭人が対馬で軍備を整え新羅に攻め入ろうとしたことを聞きつけ、逆に出征して倭軍を討とうと考えたが、舒弗邯（1等官）の未斯品の諌めを聞いて出征は思いとどめ代わりに専守防衛策をとった。415年8月には倭軍と風島（未詳）で戦って、倭軍を退けた。
この間、403年7月には百済からも侵入を受けており、412年には高句麗に対して先王の第2子の卜好（宝海）を人質として送り込んだ。『三国史記』45朴堤上列伝に拠れば、実聖尼師今はかつて奈勿尼師今によって人質として高句麗に送られたことを恨みに思っており、奈勿尼師今の子を殺すことで恨みを晴らそうとし、倭や高句麗からの人質要請に対して迷わずに未斯欣や卜好を送ったと伝えられている。
内政面では、413年に平壌州に大橋を新設した。

## 薨去
実聖尼師今の死については、『三国史記』新羅本紀の実聖尼師今紀は「在位16年にして417年5月に薨去した。」とするばかりであるが、訥祇麻立干紀では訥祇麻立干によって殺害されたことが明記されている。実聖尼師今は高句麗に人質として送られたことの恨みから、奈勿尼師今の子の訥祇を殺させようとして知人の高句麗人に依頼したが、その高句麗人が訥祇を見て実聖尼師今の害意を伝えたことから、訥祇が自ら実聖尼師今を殺して王位についたとしている。また、『三国遺事』紀異・第十八実聖王条では、訥祇を殺すように依頼された高句麗人が訥祇の人となりの優れていることを見て、却って実聖尼師今を殺して訥祇を王位につけた、としている。いずれの書にも埋葬地は伝わらない。
慶尚北道慶州市の皇南大塚（98号古墳）は王陵（南陵）と王妃陵（北陵）からなる双墳であるが、出土した遺物の傾向からこの南陵を実聖尼師今の王陵と考える説もある。